# Aschamalmita
L'aschamalmita és un mineral de la classe dels sulfurs. Rep el seu nom d'Ascham Alp, la localitat austríaca on va ser descoberta l'any 1983.

## Característiques
L'aschamalmita és una sulfosal de bismut i plom, de fórmula química Pb₆Bi₂S9. Cristal·litza en el sistema monoclínic formant cristalls prismàtics de fins a 5 mm. La seva duresa a l'escala de Mohs és de 3,5, i la seva densitat de 7,33 g/cm³.
Segons la classificació de Nickel-Strunz, la marrita pertany a «02.JB: Sulfosals de l'arquetip PbS, derivats de la galena, amb Pb» juntament amb els següents minerals: diaforita, cosalita, freieslebenita, marrita, cannizzarita, wittita, junoïta, neyita, nordströmita, nuffieldita, proudita, weibul·lita, felbertalita, rouxelita, angelaïta, cuproneyita, geocronita, jordanita, kirkiïta, tsugaruïta, pillaïta, zinkenita, scainiïta, pellouxita, chovanita, bursaïta, eskimoïta, fizelyita, gustavita, lil·lianita, ourayita, ramdohrita, roshchinita, schirmerita, treasurita, uchucchacuaïta, ustarasita, vikingita, xilingolita, heyrovskýita, andorita IV, gratonita, marrucciïta, vurroïta i arsenquatrandorita.

## Formació i jaciments
Es troba en filons alpins que tallen gneiss. Sol trobar-se associada a altres minerals com: albita, calcita, minerals del grup de les clorites, cosalita, galena, ortoclasa i quars. La seva localitat tipus es troba a Ascham Alp, a la vall d'Untersulzbach (Hohe Tauern, Salzburg, Àustria). També se n'ha trobat en altres indrets d'Àustria, Itàlia, Romania, Suïssa i els Estats Units.